# Клаач, Герман
Герман Клаач (нем. Hermann Klaatsch; 10 марта 1863, Берлин — 5 января 1916, Эйзенах) — немецкий антрополог и анатом.
Учился медицине в Гейдельберге и Берлине, в 1885 доктор медицины, работал ассистентом при Вирхове и Вальдейере, с 1890 — приват-доцент, с 1895 экстраординарный профессор анатомии в Гейдельберге. В 1904—1907 Клаач путешествовал в Австралию и на остров Ява для изучения культуры и анатомических особенностей аборигенов. С 1912 преподавал в университете Бреслау.
Научные труды Клаача касались сравнительной анатомии скелета, сравнительной краниометрии, образования костей и т.д. в связи с проблемами филогенеза и эволюции человека. Клаач описал несколько находок костных остатков ископаемого человека. Основная работа Клаача, изданная посмертно, — монография «Развитие человечества и происхождение культуры» (нем. «Der Werdegang der Menschheit und die Entstehung der Kultur», 1920). Один из создателей теории полигенизма — происхождения разных человеческих рас по отдельности от различных человекообразных предков, — послужившей, помимо воли и желания самого учёного, одним из оснований для ряда расистских теорий XX века.